# Слово (издательство)
«Слово/Slovo» — советское и российское издательство, основанное в 1989 году. Специализируется на издании книг и альбомов, посвященных шедеврам мирового изобразительного искусства; классики, в том числе многотомных библиотек классической литературы, собраний сочинений зарубежных и отечественных писателей; а также биографий, мемуаров, автобиографий и литературы нон-фикшн, посвященной культуре, искусству и моде.
Ключевые авторы: Умберто Эко, Евгений Евтушенко, Борис Пастернак, Александр Мень, Владимир Набоков, Михаил Пиотровский, Александр Солженицын, Андрей Вознесенский, Наталия Семенова, Витторио Згарби.

## История
В 2007 году издательство «Слово/Slovo» учредило «Фонд сохранения раритетов книжного искусства», который инициировал программу факсимильного воспроизведения раритетных книг и создания новых образцов книжного искусства. В частности, в рамках проекта вышла «Золотая книга. Сокровища России из Оружейной палаты Московского Кремля» (книга с листами из золота 999 пробы). Ряд книг в издательстве делается по специальным заказам коллекционеров, частных лиц и государственных организаций («Абрамцевская керамика в частном собрании» для Петра Авена; «Российские ценные бумаги», каталог собрания музейно-экспозиционного фонда Банка России).

## Собственники и руководство
- Григорий Ерицян, кандидат философских наук[6], председатель Фонда сохранения раритетов книжного искусства «Слово», генеральный директор издательства в 1989—2021 годы[7].
- Наталия Аветисян, филолог, литературовед, редактор. С 1978 по 1989 преподаватель английского языка на факультете Вычислительной математики и кибернетики в МГУ. С 1989 года — руководитель проектов издательства, с 2000 по 2015 — президент, с 2015 года — главный редактор издательства[7].
- Диана Тевекелян, критик, прозаик, работала в журналах «Москва», «Новый мир», в издательстве «Советский писатель», главный редактор издательства «Слово» с 1989 по 2011 год[8].

## Книжные серии

### Продолжающиеся
Коллекционеры: «Сергей Щукин и его коллекция» (Наталия Семёнова, 2017) и «Иван и Михаил Морозовы. Коллекции» (Наталия Семёнова, 2018).
Биографии: Джеральдин Норман, «Пиотровские. Хранители ковчега» (2018); Наталья Мюррей, «Невоспетый герой русского авангарда. Жизнь и судьба Николая Пунина» (2018) и др.
Собрания сочинений: Первое полное собрание сочинений Бориса Пастернака в 11 томах с мультимедийным диском (2005); Собрание сочинений А. С. Пушкина в 11 томах (2013); Собрание сочинений Андрея Вознесенского в 5 томах (2018); Собрание сочинений Владимира Высоцкого в 5 томах (2018).

### Завершенные
- «Что есть что» (детская энциклопедия, 41 выпуск, 1992—2002)
- «Большая история искусства» в 16 томах[16]
- «Пушкинская библиотека» в 100 томах[17]
- «Библиотека Дом Романовых» в 14 томах[18]
- «Библиотека классической литературы о любви» в 25 томах[19]
- «Великие книги мира»[20]

## Критика
- В 2013 году в издательстве вышло собрание сочинений А. С. Пушкина в 11 томах, в которое вошли три тома переписки поэта 1815—1837 годов без цензурных ограничений, изданные репринтом. Впервые тома переписки поэта были изданы в 1906—1911 годах по специальному распоряжению Императорской Академии наук в двух вариантах: в первом по цензурным соображениям «малоприличные» выражения были заменены многоточиями, во втором тексты полностью соответствовали подлинникам; при этом издание без купюр было выпущено тиражом не более 10 комплектов[21][22][23]. Выпустив письма Пушкина в полном варианте, издательство впервые «ввело их в гражданский оборот» и заявляло о своих правах первого публикатора[24]. В газете «Ведомости» поставили под сомнение уникальность публикуемого материала: «Уникальность его — сильное преувеличение. Достаточно заглянуть в Русскую виртуальную библиотеку, чтобы в этом убедиться. На этом полезном ресурсе выложено 10-томное собрание Пушкина (1959—1962 гг.) с восстановленными — естественно, уже в недавнее время — цензурными купюрами»[25].

## Награды
- 1997 — Серия «Самые мои стихи». Премия Комиссии ЮНЕСКО на конкурсе «Самые красивые книги мира»[26].
- 1998 — Первый том в серии Великие музеи мира, «Ватикан». Диплом Ежегодного национального конкурса «Книга года» в номинации «Самая сложная и красивая книга 1998 г.»[27].
- 1999 — «Летопись жизни Пушкина» в 4 томах. Премия правительства и мэрии Москвы («Лучшее издание, посвященное 200-летию со дня рождения поэта»), Диплом Ежегодного национального конкурса «Книга года», Диплом ассоциации издателей АСКИ[27].
- 2000 — Владимир Кричевский, «Типографика в терминах и образах». Гран-при Ежегодного национального конкурса «Книга года»[28]
- 2001 — Геннадий Рождественский, «Треугольники». Гран-при Ежегодного национального конкурса «Книга года»[29][30].
- 2002 — Русская серия книг «Что есть что». Диплом ассоциации издателей АСКИ «Лучшая книга года», Диплом Ежегодного Национального конкурса «Книга года» в номинации «Мир детства»[31].
- 2002 — Сергей Иванов, «1000 лет озарений». Гран-при Ежегодного Национального конкурса «Книга года» в номинации «Искусство книгопечатания»[32].
- 2004 — Альбом «Эрмитаж». Диплом ассоциации издателей АСКИ «Лучшая книга года» и премия ЮНЕСКО за лучшее издание, вносящее значительный вклад в диалог культур[33].
- 2005 — Полное собрание сочинений Б. Л. Пастернака в 11 томах. Диплом ассоциации издателей АСКИ «Лучшая книга года». Мультимедиа-приложение к Полному собранию сочинений Б. Л. Пастернака — Премия «Десятый контент» в номинации «Справочные издания и альбомы»[33].
- 2008 — «Весь Евтушенко: Стихи и поэмы 1937—2007». Гран-при Ежегодного Национального конкурса «Книга года» в номинации «Поэзия»[34].
- 2009 — Григорий Козлов, «Покушение на искусство». Премия «Просветитель»[35]
- 2011 — Джеральдин Мартин, «Габриэль Гарсия Маркес. Биография»; «Мэрилин Монро. Жизнь, рассказанная ей самой». Книжная премия Рунета[36].
- 2013 — Библиотека «Дом Романовых». Диплом Ежегодного Национального конкурса «Книга Года»[37]
- 2018 — Умберто Эко, «Как путешествовать с лососем». Диплом за лучший дизайн книги на Ежегодном Международном конкурсе книжной иллюстрации «Образ книги»[38].
- 2021 — Наталия Семенова, «Сага о Щукиных. Собиратели шедевров», «Братья Морозовы. Коллекционеры, которые не торгуются?», «Илья Остроухов. Гениальный дилетант». Лауреат IX Премии The Art Newspaper Russia Книга года. Награда «За многолетний труд по возвращению в историю имен и заслуг великих коллекционеров дореволюционной России и их популяризацию за рубежом»[39]